# Kort (tkanina)
Kort – w zależności od kontekstu historycznego pojęcie, które oznaczało:
- w XV wieku – sukno lub część ubrania,
- w XVII wieku – lżejszą od sukna tkaninę wełnianą, z której szyto ubrania, np. spódnice[1].